# Покров (станция)
Покро́в — железнодорожная станция Горьковского направления Московской ЖД в деревне Старое Перепечино Петушинского района Владимирской области.
Город Покров, давший название станции, находится в 4 километрах к северо-западу.
На станции одна островная платформа, перейти к ней можно только по настилам через пути. Станция не оборудована турникетами.
Восточнее станции пути пересекают под мостами рек Шитки и Вольги.
Время движения от Курского вокзала от 1 ч 41 минуты (для электропоездов на Владимир) до 2 часов 19 минут. На станции останавливаются все электропоезда, в том числе экспрессы. Поезда дальнего следования на станции не останавливаются.

## История
По данным на 1905 год станция Покров относилась к Покров-Слободской волости Покровского уезда Владимирской губернии (42 человека, 4 двора).